# Gitta Mallasz
Gitta Mallasz (ur. 21 czerwca 1907 w Lublanie, zm. 25 maja 1992 w Ampuis) – węgierska artystka grafik, pływaczka, opublikowała serię niezwykłych duchowych wskazówek, jakie wraz z przyjaciółmi otrzymała na Węgrzech w czasach II wojny światowej. Książka, która zawiera zapiski tych duchowych wskazówek w języku polskim nosi tytuł − Rozmowy z Aniołami.

## Życiorys
Margit Eugenia (Gitta) Mallasz urodziła się w rodzinie austro-węgierskiej. Jej ojciec był oficerem armii węgierskiej, a matka Austriaczką. Młodość spędziła na Węgrzech, gdzie uczęszczała do Akademii Sztuki Użytkowej. Tam zaprzyjaźniła się z Hanną Dallos. Gitta Mallasz odnosiła sukcesy w pływaniu i na początku lat trzydziestych zdobyła mistrzostwo Węgier w stylu wolnym i grzbietowym. Na Mistrzostwach Europy w Pływaniu 1931 zdobyła brązowy medal w sztafecie 4×100m. Wtedy też poznała Lili Strausz nauczycielkę rytmiki oraz masażystkę. Wkrótce Gitta powróciła do grafiki i rozpoczęła pracę w atelier, prowadzonym przez Hannę oraz jej męża Józefa Kreutza. Gdy w Budapeszcie zaczął się szerzyć antysemityzm Gitta, która pochodziła z arystokratycznej rodziny, przejęła od Józefa i Hanny zarządzanie studiem graficznym. Józef, Hanna i Lili Strausz byli Żydami.
Ta czwórka młodych ludzi poszukiwała sensu życia i duchowości. Gdy wybuchła II wojna światowa i atmosfera stawała się coraz bardziej przytłaczająca i zatrważająca, Hanna i Józef wynajęli mały domek na obrzeżach Budapesztu i ograniczyli swoją aktywność zawodową do absolutnego minimum. Gitta i Lili Strausz przyłączyły się do nich. Pewnego dnia, gdy Gitta dzieliła się swoimi spostrzeżeniami z Hanną, Hanna wyjawiła, że to już nie ona mówi.
25 czerwca 1943 rozpoczęły się Rozmowy z Aniołami i trwały przez siedemnaście miesięcy. Hanna otrzymywała i przekazywała duchowe wskazówki przyjaciołom. Ostatnie z nich zapisane zostały w starym budynku kolegium przekształconym w szwalnię mundurów wojskowych. Prawdziwym powodem założenia tej niewielkiej manufaktury była próba uratowania setki Żydów. Gitta zgodziła się pełnić obowiązki dowódcy, aby ratować swoje przyjaciółki przed zagładą. Lecz w 1944 roku zacisnęła się nazistowska pętla − Józef Kreutzer został deportowany 3 czerwca, Hanna i Lili zostały wywiezione do Ravensbrück 2 grudnia. Już nigdy nie powrócili. Gitta pozostała sama z brulionami, zawierającymi notatki z duchowymi wskazówkami.
Po okrucieństwach nazistów nadeszły czasy ucisku sowieckiego na Węgrzech. Gitta podjęła pracę jako kostiumolog, scenograf i rzecznik Narodowego Ludowego Zespołu Rabai Miklos. Mimo odnoszonych sukcesów, wspominając te lata mówiła, iż nie czuła, że żyła. W 1960 „wybrała wolność” i osiedliła się we Francji. Aby zapobiec prześladowaniom rodziny, wyszła za mąż za Laciego Waldera. Było to małżeństwo z rozsądku, które później zmieniło się w związek pełen miłości. Laci był żydowskim komunistą, weteranem Międzynarodowej Brygady. Wraz z mężem, Heleną Boyer i kilkoma przyjaciółmi Gitta podjęła się zadania przetłumaczenia zapisków na język francuski. Publikacja się opóźniała. W końcu pisarz Claude Metra, producent w ogólnofrancuskiej stacji radiowej France-Culture przeprowadził wywiad z Gittą na temat jej duchowej przygody. Został on nadany na żywo 22 marca 1976. Właśnie ten wywiad sprawił, że dialogi stały się powszechnie znane. Wkrótce potem tekst został opublikowany przez wydawnictwo Aubier i z dnia na dzień stał się bestsellerem.
Gitta Mallasz, mimo nacisków, uparcie odmawiała pełnienia roli guru w odniesieniu do dialogów. Jednak zaproszenie na konferencję, które otrzymała od C.G. Instytutu Junga w czerwcu 1983 stało się punktem zwrotnym. Od tej chwili Gitta Mallasz poświęciła się objaśnianiu Rozmów z Aniołami, strzegąc je również przed fałszywymi interpretacjami zarówno podczas wystąpień na konferencjach, jak i w książkach. W 1988 w poważnym wypadku złamała obydwa nadgarstki. Opuściła swój mały domek w Perigord i przeniosła się do Tartaras (Ampuis) w rejonie winnic Côte-Rôtie i zamieszkała w pobliżu bliskich przyjaciół Bernarda i Patrici Montaud.
Od 1985 Bernard Montaud organizował jej konferencje. Ostatnie lata życia spędziła w spokoju, pisząc książki i z radością dzieląc się naukami aniołów.
Zmarła 25 maja 1992 w Ampuis we Francji. Jej prochy zostały rozsypane na rzece Rodan.

## Rozmowy z Aniołami
Węgierskie dialogi zostały zapisane w brulionach
podczas serii 88 spotkań między 25 czerwca 1943 a 23 listopada 1944.
Zostały opublikowane ogółem w 21 językach.
Po raz pierwszy ukazały się w języku francuskim jako Dialogues avec l'Ange w 1976.
Po raz pierwszy ukazały się po angielsku w skróconej wersji w 1979 w wydawnictwie Watkins, później, w 1988 zostały opublikowane w całości pod tytułem Talking with Angels .
Dopiero w 1989 zostały opublikowane w języku węgierskim.

## Nagrody
W czerwcu 2011 Gitta Mallasz otrzymała medal Sprawiedliwy wśród Narodów Świata za uratowanie przed zagładą setki kobiet i dzieci żydowskich w Budapeszcie 1944 roku. Uroczysta ceremonia nadania medalu odbyła się 13 maja 2012 roku w Paryżu.

## Publikacje

### W języku francuskim
- Mallasz, Gitta (1984). Les Dialogues tels que je les ai vecus (Moje doświadczenia z aniołami). Paryż: Aubier. ISBN 2-7007-0378-2.
- Mallasz, Gitta (1986). Les Dialogues, ou l’enfant né sans parents (Dialogi, albo dziecko narodzone bez rodziców). Paryż: Aubier. ISBN 2-7007-2630-8.
- Mallasz, Gitta (1989). Les Dialogues, ou le saut dans l’inconnu (Dialogi, albo skok w nieznane). Paryż: Aubier. ISBN 2-7007-2816-5.
- Mallasz, Gitta (1991). Petits Dialogues d’hier et d’aujourd’hui  (Krótkie dialogi wczoraj i dziś). Paryż: Aubier. ISBN 2-7007-2841-6

### W języku niemieckim
- Mallasz, Gitta (1983). Die Engel Erlebt(Doświadczenia z aniołami). Szwajcaria: Daimon Verlag. ISBN 978-3-85630-614-4.
- Mallasz, Gitta (1986). Weltenmorgen(Narodziny świata). Szwajcaria: Daimon Verlag. ISBN 978-3-85630-025-8.
- Mallasz, Gitta (1990). Sprung ins Unbekannte  (Skok w nieznane). Szwajcaria: Daimon Verlag. ISBN 978-3-85630-717-2.

Książki te są owocem korespondencji Gitty Mallasz z czytelnikami oraz dotyczą jej publicznych wystąpień.